# Chích nâu đỏ
Chích nâu đỏ (tên khoa học: Bradypterus seebohmi) là một loài chim trong họ Locustellidae.